# Wittenberge
Wittenberge település Németországban, azon belül Brandenburgban. Lakosainak száma 16 982 fő (2023. december 31.).

## Népesség
A település népességének változása:
| Lakosok száma | 18 571 | 17 206 | 16 862 | 16 682 | 16 837 | 16 982 |
|               | 2010   | 2015   | 2020   | 2021   | 2022   | 2023   |